# Натха
Натха (дев. नाथ IAST: Nātha) или Натх-йоги — имя Шивы, которого в Индии называют также Адинатх, в переводе с санскрита это слово означает «владыка» или «мастер». Тех, кто почитают в Индии Шиву Адинатха (санскр. - "Безначальный Владыка"), называют "натхами".
Натхи считаются основателями традиции йогинов, практикующих кая-садхану, метод достижения предполагаемого физического бессмертия и освобождения (мукти или мокши). Именно от натхов пошла известная ныне «хатха-йога» (однако изначальная хатха-йога имеет очень мало общего с современным йога-фитнесом, будь то в «традиционной» его форме или откровенно западной). В Индии эта традиция натхов окончательно сформировалась с VII по XII вв. н. э., её основателем часто считается Горакшанатх , ученик Матсьендранатха.

## Традиция натхов
Горакшанатха в Индии считают воплощением Шивы, покровительствующим всем йогинам. Он же основал орден канпхатов или даршани. Члены этого ордена прорезают центр своих ушей при получении высшего посвящения, и вставляют в это отверстие большие серьги даршаны, или кундалы, которые связаны с энергиями солнца и луны, циркулирующими в тонком теле. При равновесии этих токов, йогин достигает совершенства тела — кая-сиддхи (санскр.: "кая" - тело").
Сами натхи считают, что Горакшанатх являлся во все мировые эпохи — четыре юги. Согласно преданиям, Горакшанатх достиг физического бессмертия. Также Горакшанатх известен как великий алхимик.
В культе натхов существуют двенадцать разветвлений — пантхов, которые распространились по всей Индии, встречаются в Непале, Тибете, Бангладеш, а также в Афганистане, Пакистане, и Шри-Ланке. Эти подразделения придерживаются различных подходов в практике йоги и тантры. Традиция славится мастерами, достигшими сверхъестественных способностей, наиболее известны 84 натха-йогина, а девять из них, Нава-натха, рассматриваются как формы разных индуистских богов, а именно: Адинатх — Джйоти-сварупа, Матсьендранатх — Матсья-сварупа, Горакшанатх — Шива, Гаджакантхарнатх — Ганеша, Чаурангинатх — Чандра, Сантошнатх — Вишну, Сатьянатх — Брахма, Удаянатх — Парвати, Ачалачамбхенатх — Ананташеша.
Последователи Горакшанатха и их храмы в большинстве своем находятся на севере Индии. Приверженцев культа натхов можно легко распознать по большим серьгам, вставленным в центр ушных раковин, а также по ритуальному свистку нади, который они носят на чёрной шерстяной нити джанеу. Эти атрибуты передаются посвященным ученикам — йогинам, вступившим в орден натхов. При встрече адепты произносят слово «Адеш», что означает признание друг в друге божественного проявления.

## Тексты натхов
Натхи располагают множеством литературных йогических источников как на санскрите, так и на различных местных диалектах. Кроме текстов на древнем санскрите, посвященных принципам и практике йоги, которые натхи принимают как авторитетные свидетельства, сам Горакшанатх, как предполагают, был автором большого количества трактатов, важных для изучающих йогическую дисциплину. Учителя, жившие после Горакхнатха, также внесли свой вклад в письменное наследие натхов.
Горакшанатха считают автором таких текстов, как: «Горакша-самхита», «Горакша-шатакам», «Горакша-паддхати», «Сиддха-сиддханта паддхати», «Вивека-мартанда», «Йога-мартанда», «Йога-чинтамани», «Джняна-амрита», «Аманаска», «Атмабодха», «Горакша-сахасранама», «Йога-биджа», «Йога-сиддханта-паддхати», «Амараугха-прабодха», «Горакша-пиштика», «Горакша-гита», «Горакша-вачана-санграха», «Горакша-упанишада», «Аманаска-йога», «Хатха-йога» и др.
Матсьендранатху приписывается авторство следующих трудов: «Матсьендра-самхита», «Акулавира-тантра», «Йогавишая», «Каула-джняна-нирная», «Джняна-карика», «Кулананда-тантра».
Многие другие труды основаны на учении Горакшанатха: «Свара-тантра», «Горакша-пурана», «Джняна-санкалини», «Йога-махима», «Горакша-тантра», «Адинатха-самхита», «Кальпадрума-тантра», «Шабар-чинтамани», «Вивека-дарпана», «Натха-сутра» и др. При этом точно установить, кто являлся автором затрудтинельно.
Некоторые тексты натхов, такие как «Хатха-йога-прадипика», «Гхеранда-самхита», "Шива-самхита", "Горакша-шатакам" и др. сейчас приняты как наиболее известные традиционные тексты по йогической практике, они популярны во всем мире.

## Система посвящений в Натха-сампрадае
Всего в Традиции Натхов существует пять посвящений, однако у натхов они не рассматриваются как какие-то определённые техники йоги, а скорее как санскары (процессы духовного очищения). При посвящении выдаются определённые атрибуты или инструменты; их ученик должен носить или использовать в повседневной жизни, которая не разделена с практикой.
Первое посвящение связано с получением чёрной нити «джанеу» и ритуального свистка «нади». Свисток — это символ звука, творящего вселенную Шабда-брахман, который является основой всех мантр, нить — символ энергетических каналов нади: иды, пингалы, сушумны и остальных 72000 каналов тонкого тела. Священная нить джанеу является аналогом яджнопавиты в брахманском культе, где священная нить используется во многих обрядах, только у натхов она сильно отличается и используется иначе. С помощью нади-джанеу йогин совершает натховскую Гуру-пуджу различным Гуру или Божествам. Натхов, которые получили это посвящение, называют аугхарами. Эта дикша носит название «чоти», что означает малая или короткая, и это связано с тем, что, во-первых, дикша символизирует начальное посвящение в санньясу, а во-вторых, при посвящении йогину состригают волосы полностью или оставляют их короткими (это символизирует оставление прошлой кармы).
При втором посвящении натху прорезают центры ушных раковин и вставляют туда серьги «кундалы». Это посвящение называется «чира-дикша» и считается наивысшим, оно означает пурна (полную) санньясу. Йогина, прошедшего через обряд чира-дикши, называют даршани или канпхат, он получает статус Гуру и Махараджа в традиции. Прорезание ушей означает открытие особых каналов, связанных с лунным и солнечным токами в теле, которые способны объединяться и пробуждать Кундалини. Обряд чира-дикши обычно проходит около 40 дней, во время которых йогин совершает определённую тапасью: он все время читает мантру, практически не спит, питается специальной пищей (смесь муки, воды и масла гхи), все время остается на одном месте, не общается ни с кем, кроме своего Гуру, который за ним ухаживает.
Третье посвящение называется упадеши-дикша, оно восходит к Махасиддхе Матсьендранатху и истории о том, как он подслушал наставление (упадеши) Шивы, когда тот передавал его Парвати, после чего Парвати пришла в ярость и прокляла Матсьендранатха, сказав ему о том, что проклятье можно нейтрализовать только через поклонение ей. Таким образом, посвящение в поклонение Богине в Натха-сампрадае называется упадеши-дикша, или шанкхадхал — другое её название. Шанкхадхал — означает «возлияние из шанкхи», когда в процессе ритуала натха-йогины призывают душу умершего (ранее посвященного). Обычно душу призывают из места захоронения йогина, с целью помочь ему освободиться от оставшихся в его душе санскар, тяги к Майе (сансаре). Как правило, призывают не все души, а лишь тех йогинов, которые несмотря на практику при жизни, все же не достигли окончательного освобождения о сансары. Сам ритуал является секретным, так как в нём многое заимствовано из культов каулов, капаликов и других тантрических культов йогинов, к которым относился Махасиддха Матсьендранатх. В этом ритуале призывается Богиня Йогамайя Баласундари, и поскольку она является причиной того, что все живые существа обусловлены Майей, её почитают особым образом, чтобы по её милости все в Натха-сампрадае, а именно, участники ритуала, преуспевали в освобождении от Майи. Майя, таким образом, из иллюзии становится для йогина источником освобождения.
Оставшиеся два посвящения называются бхабхут- и лангот- санскары, их получают только те, кто намерен практиковать тапасью.
Бхабхут — означает «священный пепел», который также называют вибхути или бхасма. Этот пепел смешивают с молоком, добавляют разные ингредиенты типа камфоры и др., и, когда он приготовлен, йогин учится наносить его на своё тело. Так как многие аскеты практикуют в пещерах, в лесу, в местах, удаленных от обычного социума, то бхабхут служит неплохим средством защиты кожи от заражения и т. д. Однако бхабхут имеет и другое значение, он символизирует пустоту (шунья), возникающую после того, как Шива разрушает всю Вселенную. Йогины, которые получают такую дикшу, обычно покрывают своё тело пеплом утром и вечером, они сидят на асане (месте сидения), сделанной из пепла, и никогда не сидят на стульях, не спят на кроватях, а только на земле и т. д. Есть много других значений, связанных с бхабхутом, он также может означать милость (прасад) Шивы, символизирует собой бессмертие (амрита).
Другое посвящение — лангот-санскара (дикша). Лангот представляет собой набедренную повязку, которую носят те, кто соблюдают брахмачарью, кроме того, в одной набедренной повязке проще практиковать хатха-йогические методы. Некоторые аскеты носят только её, независимо от погоды, холода или жары, некоторые могут укрываться только легкой тканью, например, когда спят.

## Гуру в Натха-сампрадае
Все эти пять форм санскар (дикш) в Натха-сампрадае могут передавать разные Гуру, они так и называются в соответствии с дикшами:
- Чоти-гуру — тот, кто передает священную нить джанеу, состригая перед посвящением волосы ученику.
- Чира-гуру — тот, кто прорезает ушные раковины и вставляет серьги ученику, делая его даршани[28].
- Упадеши-гуру — тот, кто передает мантру Баласундари и её практику, а также полномочия участвовать в ритуалах шанкхадхал.
- Бхабхут-гуру — тот Гуру, который сам реализован в практике тапасьи и передает её ученику, обучая его использовать бхабхут.
- Лангот-гуру — тот Гуру, который дает наставления ученику в практиках брахмачарьи и передает символически набедренную повязку, которую ученик носит, практикуя соответствующие методы.

Не все из этих посвящений являются обязательными, часто натхи получают только некоторые из них. Как правило, из всех Гуру ученик считает основным одного, но если ученик не выбрал его, то им автоматически считается тот, кто передал джанеу (Чоти-гуру). В целом, такая система позволяет ученику глубже погрузиться в Традицию, как в новый мир, в котором он получает духовное рождение и развитие.

## Значение санньясы у натхов
Большинство индийцев рассматривают натхов как садху и воспринимают их как определённый монашеский Орден, в котором посвященные являются санньясинами. Так натхи позиционируются для основного индийского общества, где санньяса рассматривается как завершающая стадия жизни: сначала идет период младенчества — брахмачарья, где ребёнок изучает науку о Брахмане, потом становится семьянином (грихастха), затем, ближе к старости, уходит в лес (ванапрастха), и уже в конце жизни индиец может принять санньясу и при получении санньясы он может носить шафрановую одежду, как символ отречения от мира, от своей наследственной профессиональной джати, с переходом в джати отшельников (при сохранении варны, если она была). У санньяси брахманской варны, отличительным знаком которых является белое одеяние и посох-данда, например, сохраняются кастовые ограничения в приёме пищи, обусловленные их высокой варной: такой санньяси принимает пищу из брахманских рук.
Однако во внутреннем эзотерическом кругу натхов посвящения рассматриваются не просто как процесс становления санньясином, потому что санньяса — часть индийского общества, а скорее, как становление авадхутой или авадху, именно так йогины называются в Натха-сампрадае. Натхи — не просто один из индийских ашрамов (как частей социальной системы), а скорее — выход из стандартной системы ашрамов, к которой относится и санньяса.
Так, например, принципы аштанга-йоги (где яма и нияма предназначалась для брахмачарьи, асаны и пранаямы — для грихастх, а углубленная практика самьямы для ванапрастх и санньясинов) может относиться и к обычным индийцам. Натхам же нет нужды ждать прихода старости, чтобы углубленно практиковать дхьяну — все части йоги можно практиковать одновременно. Аштанга-йога упоминается во многих других источниках — у Патанджали, Тирумулара, в различных Тантрах, но у натхов она имеет множество своих особенностей, которые наибольшим образом резонируют с разными школами тантризма. Соответственно, человеку, плохо знакомому с Традицией, бывает сложно понять, почему в Непале, например, многие натхи носят шафрановую одежду и при этом живут как семейные люди (обычно они работают священниками в храмах Горакшанатха, при этом имея семью и детей). В некоторых районах Непала, например в Горкхе, есть целые деревни семейных натхов. Однако такое встречается не только в Непале, но и в Пакистане, по некоторым данным — в Афганистане, хотя и с местными особенностями; есть также семейные натхи и в Индии, но там они встречаются реже. Вероятно, это обусловлено такими факторами, как влияние устоявшихся обычаев местной среды с одной стороны, и влияние тантрических культов с другой. Так, например, известный в индийском тантризме ритуал панчамакар порицается значительной частью индийского социума, и многие тантрики его практикуют тайно, по причине нежелания быть осужденными в социуме, а также в связи с глубокой сакральностью самой практики.
Аналогичным образом все существует и у натхов: им приходится жить в индийском обществе, а так как санньясин для большинства индийцев, не может ассоциироваться с человеком, живущим семейной жизнью, и людей «не от мира сего» проще называть санньясинами и садху, то возможно, многие семейные натхи предпочитают нестандартный образ жизни, сочетающий атрибуты и жизнь садху с семейной жизнью. Тем не менее, есть немало и тех, кто предпочитает альтернативу семейной жизни, и тому много наглядных примеров, например, в городе Пушкар (штат Раджастхан) специально было построено два храма Горакшанатха (в одном могут жить несемейные натхи, а в другом — семейные). Обычно термином джоги называют семейных натхов, а йоги — несемейных, но в большинстве случаев, мало кто уделяет внимания названиям.

## Некоторые правила и обычаи
В Натха-сампрадае есть множество правил и обычаев. Например, йогины не могут подстригать усы и бороду, поскольку это считается «прихорашиванием» и отдалением от природного естества; если йогин хочет постричься, то он полностью состригает волосы. Йогин должен приходить в храм с покрытой головой в знак уважения к Божеству или Учителю. В Натха-сампрадае нежелательно чтобы мужчина передавал женщинам посвящения, связанные с тапасьей (лангот, чира и т. п.), как и наоборот, женщине (если она является Гуру) — мужчинам. Тем не менее, в таких странах как Непал или Пакистан, зачастую этих правил не придерживаются. В Индии же, при их нарушении уполномоченные лица Натха-сампрадаи могут наказать нарушителей штрафами или же запретом на посещение ряда священных мероприятий, таких как Патрадевата.

## Основные организации в Натха-сампрадае
В сампрадае существует несколько основных организаций, которые выполняют функции управления, наблюдения, поддерживают развитие и распространение традиции. Обычно за порядком в Натха-сампрадае следит организация, известная как Джамат. Она может состоять из небольшого количества натха-йогинов, которые постоянно перемещаются по всей Индии, останавливаясь не больше трех дней в известных натховских храмах или местах, где могут проживать натхи. Джамат также может давать благословения на открытие храмов, назначать тех или иных йогинов смотрителями храмов (махантами) и т. д. Как правило, джамат посещает все собрания и праздники натхов.
Другая организация, отвечающая за финансовое, политическое, прозелитическое и т. д. поддержание Натха-сампрадаи — Всеиндийское объединение 12 йогических пантхов. Её основу составляют патриархи Сампрадаи — крупные маханты храмов, йогины, чистота и йогические качества которых признаны всеми натхами. Три главные должности в этой организации называются «сабхапати», «упа-сабхапати» и «махамантри», и на данный момент, резиденции этих йогинов находятся соответственно в Горакхпуре (Уттар Прадеш), в Рохтаке (Харьяна) и Харидваре (Уттаракханд). Патриархи следят за тем, чтобы натхизм был доступен людям, которые мало знакомы с этим направлением. Также они организуют встречи (махасабхи) разных йогинов, на которых обсуждают организационные вопросы, например, назначение кого-то на должность маханта в известное для Традиции место, организация праздников, таких как Кумбхамела и т. д.

## Издания текстов натхов по-русски
Первое издание одного из таких текстов было подготовлено в 1983 году и издано в 1988:
Шекх Пхойджулла, Шэх Фаузулла. Победа Горокхо: Горокхо биджой / Пер. с бенг., вступ. ст., коммент. И. А. Товстых. — М.: Наука, 1988.
Впоследствии были изданы "Классические тексты натха-сампрадайи" (2012) и другие тексты.